# Prospalta quadrimacula
Prospalta quadrimacula is een vlinder uit de familie van de uilen (Noctuidae). De wetenschappelijke naam van de soort is voor het eerst geldig gepubliceerd in 1899 door Mabille.